# The Absolute Collection
The Absolute Collection es un álbum de grandes éxitos de la banda estadounidense de rock alternativo Garbage, publicado en 2012. Fue lanzado en Australia y Nueva Zelanda por su propia compañía discográfica Stunvolume, a través de Liberation Music y es, además, la segunda compilación del grupo, después de haber publicado Absolute Garbage en 2007. El disco fue lanzado al mercado antes de las presentaciones por ambos países, incluidas en su tour mundial.
La colección reúne una lista de sencillos publicados a lo largo de la trayectoria de la banda, incluyendo "Cherry Lips (Go Baby Go!)". "Breaking Up the Girl" y "Why Do You Love Me", que alcanzaron a entrar en las listas "top 20"; y sucedió el lanzamiento del quinto álbum de estudio del cuarteto, Not Your Kind of People, el que entró en los diez primeros sencillos a comienzos de 2012 The Absolute Collection alcanzó el puesto #88. El disco se ubicó en el puesto #88 por una semana en las listas musicales de Australia.

## Lista de canciones
Todas las canciones escritas y compuestas por Garbage, except where noted. 
| N.º | Título                                                    | Escritor(es) | Duración |  |
| 1.  | «Cherry Lips (Go Baby Go!)» (del disco Beautiful Garbage) |              | 3:13     |  |
| 2.  | «Stupid Girl» (del disco Garbage)                         |              | 4:18     |  |
| 3.  | «Androgyny» (del disco Beautiful Garbage)                 |              | 3:11     |  |
| 4.  | «I Think I'm Paranoid» (del disco Version 2.0)            |              | 3:39     |  |
| 5.  | «Vow» (del disco Garbage)                                 |              | 4:32     |  |
| 6.  | «Bleed Like Me» (del disco Bleed Like Me)                 |              | 4:01     |  |
| 7.  | «Supervixen» (del disco Garbage)                          |              | 3:56     |  |
| 8.  | «Blood for Poppies» (del disco Not Your Kind of People)   |              | 3:24     |  |
| 9.  | «When I Grow Up» (del disco Version 2.0)                  |              | 3:24     |  |
| 10. | «Why Do You Love Me» (del disco Bleed Like Me)            |              | 3:53     |  |
| 11. | «Big Bright World» (del disco Not Your Kind of People)    |              | 3:24     |  |
| 12. | «Special» (del disco Version 2.0)                         |              | 3:47     |  |
| 13. | «Only Happy When It Rains» (del disco Garbage)            |              | 3:47     |  |
| 14. | «Shut Your Mouth» (del disco Beautiful Garbage)           |              | 3:27     |  |
| 15. | «Queer» (del disco Garbage)                               |              | 4:37     |  |
| 16. | «Tell Me Where It Hurts» (del disco Absolute Garbage)     |              | 4:10     |  |
| 17. | «Breaking Up the Girl» (del disco Beautiful Garbage)      |              | 3:33     |  |
| 18. | «Milk» (del disco Garbage)                                |              | 3:50     |  |
| 19. | «Push It» (del disco Version 2.0)                         |              | 4:03     |  |
| 20. | «#1 Crush» (de la Banda sonora de Romeo + Juliet)         |              | 4:45     |  |

## Fechas de Lanzamiento
| Fecha                  | País          | Discográfica                | Formato (s)         |
| ---------------------- | ------------- | --------------------------- | ------------------- |
| 2 de noviembre de 2012 | Australia     | Liberation Music/STUNVOLUME | CD descarga digital |
| 2 de noviembre de 2012 | Nueva Zelanda | Liberation Music/STUNVOLUME | CD descarga digital |

## Charts
| Chart (2012)     | Posición peak |
| ---------------- | ------------- |
| Australia (ARIA) | 88            |